# Turbovela

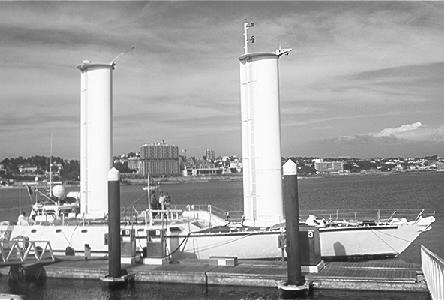
O navio a turbovela Alcyone foi especialmente desenhado para receber a tecnologia de duas unidades de Turbovoile de Cousteau

Turbovela, ou Turbina eólica, é um Mecanismo de Transformação da força do vento, que passa no interior de uma conduta e são guiados por uma voluta.
O Turbovoile de Cousteau, que ilustra o artigo, é um misto de vela e turbo-gerador integrado no interior da voluta vertical cuja finalidade é fazer resistência ao vento de modo explorar e produzir artificialmente, zonas de vórtices, indispensáveis para movimentação uma turbina de baixa pressão posicionada no núcleo da voluta cujo trabalho mecânico será convertido em energia elétrica.
Visto de cima, os Turbovela, possuem o perfil de uma voluta desenvolvia para capturar vento 
ambiente fazendo-o passar por zonas de baixa e alta pressão de modo movimentar os Rotores de uma turbina protegidos internamente. Esse tipo de Gerador eólico, não oferece riscos das pás colidirem com objetos voadores e animais silvestres além de não interferir na audiovisão. Brevemente as turbinas de eixo vertical protegidas por turbovelas substituirão os aerogeradores no process o produção de energia eólica. Essa tecnologia já é uma realidade que tanto pode ser introduzida no Meio Ambiente marinho como no terrestre